# Albert Fert
Albert Louis François Fert (ur. 7 marca 1938 w Carcassonne) – francuski fizyk, noblista, profesor na Université Paris-Sud w Orsay we Francji oraz dyrektor naukowy laboratorium fizycznego.
W 2007 roku wraz z Peterem Grünbergiem otrzymał nagrodę Nobla z fizyki za odkrycie gigantycznego magnetooporu, który przyczynił się do miniaturyzacji twardych dysków.

## Odznaczenia i nagrody
- 2003: Złoty medal Centre national de la recherche scientifique
- 2006: Nagroda Wolfa w dziedzinie fizyki
- 2007: Nagroda Nobla w dziedzinie fizyki
- 2007: Nagroda Japońska
- 2014: Nagroda Gay-Lussaca-Humboldta[2]